# ㅟ
ㅟは、ハングルを構成する母音字母のひとつ。呼称はウィ（위）。字母ㅜとㅣを組み合わせて作った合成字母である。もともと単母音であったが、現在では二重母音で発音されることが多い。

## 音声
母音/ㅜ/[u]の構えから/ㅣ/[i]を調音したときに生じる音。『訓民正音』の時代は二重母音の[ui]と発音されたが、19世紀末以降は一部の子音の後で[i]の舌の形から唇を丸めて発音する円唇前舌狭母音[y]となり、他の位置では二重母音の[wi]で発音される。現在では若年層を中心に区別なく両唇軟口蓋接近音による[wi]で発音されることが多い。この場合に子音に後続すると/u/から/i/へ移行しながら調音する二重母音となる。
「高等学校文法」（1991年改正）、「標準語規定」（1999年）などにおいてはまだ単母音に分類されている。
外来語の音訳では、[y]（フランス語など）, [wi]（英語など）の両方に使われる。また、flashのshなど、後ろに母音を伴わない[ʃ]はこの母音字母を補って「쉬」で表すことが多い。
陰母音であるㅜに中性のㅣが組み合わされた字母なのでやはり陰母音である。

## ラテン文字転写
文化観光部2000年式、マッキューン＝ライシャワー式ともにwiと表記される。

## 文字コード
| 名称                | 種類   | コード | HTML実体参照コード | 表示 |
| HANGUL LETTER WI    | 単体字 | U+315F | &#12639;           | ㅟ   |
| HANGUL JUNGSEONG WI | 中声用 | U+1171 | &#4465;            | ᅱ     |